# Passa e Fica
Passa e Fica este un oraș în Rio Grande do Norte (RN), Brazilia.